# 西条廃寺跡

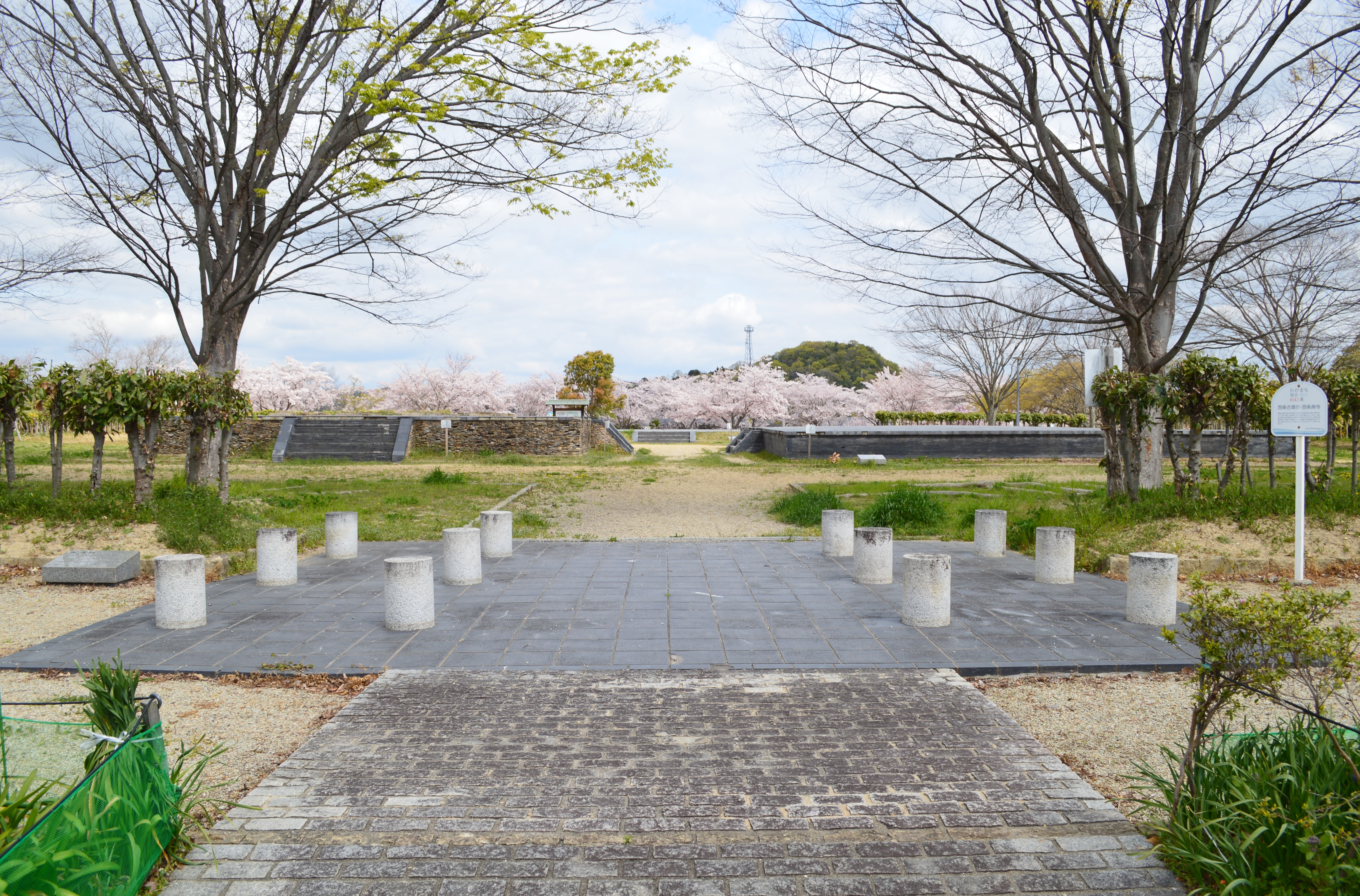
西条廃寺跡 中門から金堂・塔を望む

西条廃寺跡（さいじょうはいじあと）は、兵庫県加古川市山手・西条山手にある古代寺院跡。兵庫県市指定史跡に指定されている。

## 概要
兵庫県南部、加古川南岸の台地上、西条古墳群（国の史跡）の人塚古墳に隣接して位置する。1980-1982年度（昭和55-57年度）に発掘調査が実施されている。
主要伽藍は法隆寺式伽藍配置で、金堂を東、塔を西、中門を南、講堂を北に配する。白鳳期末頃に創建されたのち、奈良時代に伽藍が完成し、平安時代初期には衰退したと推測される。加古川市内では最古の寺院であるとともに、一帯では西条古墳群の営造が知られており、古墳時代から奈良時代の変遷を追うことが可能な地域である点で重要な遺跡になる。
寺跡域は1969年（昭和44年）に兵庫県指定史跡に指定された。現在は史跡整備のうえで県指定史跡公園「北山公園」として公開されている。

## 遺跡歴
- 1963年（昭和38年）、県営神野団地造成に伴う試掘調査[1]。
- 1969年（昭和44年）3月25日、兵庫県指定史跡に指定[3]。
- 1980-1982年度（昭和55-57年度）、発掘調査（加古川市教育委員会、1985年に報告書刊行）[1]。
- 1991-1994年（平成3-6年）、史跡整備[4]。

## 遺構

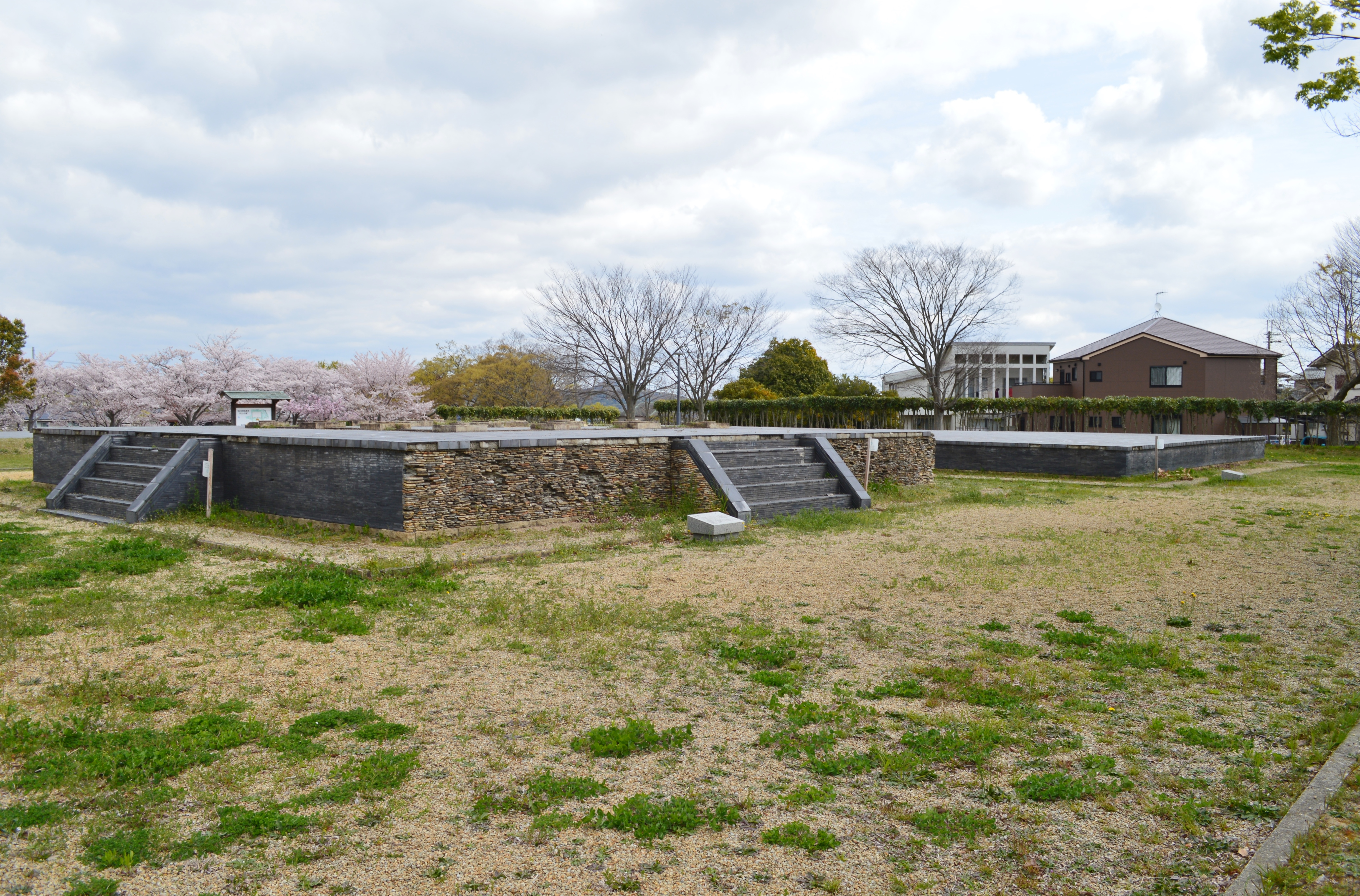
塔基壇（左）・金堂基壇（右奥）
（いずれも復元）塔基壇の一部では当時の瓦を使用して瓦積基壇が再現されている。

伽藍は金堂を東、塔を西、中門を南、講堂を北に配する法隆寺式伽藍配置である。遺構の詳細は次の通り。
金堂
本尊を祀る建物。基壇は東西9.0メートル・南北14.8メートル・高さ0.9メートルを測る。基壇化粧は瓦積基壇。基壇上面は削平されて礎石も失われているため、基壇上建物は明らかでない。
塔
釈迦の遺骨（舎利）を納めた塔。基壇は一辺11.0メートル・高さ1.2メートルを測る。基壇化粧は瓦積基壇。基壇上建物は三重塔と見られ、基壇中央には四角形の塔心礎が認められる。現在は一部で寺域から出土した瓦を使用して瓦積基壇が再現されている。
講堂
経典の講義・教説などを行う建物。基壇は削平されているが、基壇周囲に巡らされた雨落溝から東西26.3メートル・南北15.6メートル・高さ0.6メートルと推定される。基壇化粧は塔・金堂と同様の瓦積基壇と見られる。基壇上建物は明らかでない。
中門
金堂・塔の南に位置する。礎石を使わない掘立柱建物で、桁行三間・梁行二間の八脚門である。建物の規模は東西6.3メートル・南北3.6メートルを測る。
中門の左右には掘立柱列が延びることから、中門左右から回廊が出て、金堂・塔を取り囲んで講堂左右に取り付くと想定される。
寺域からの出土品としては、瓦のほか、金属製品として銅製九輪残欠・銅製風鐸・銅製風招残欠・銅製水煙残欠がある。

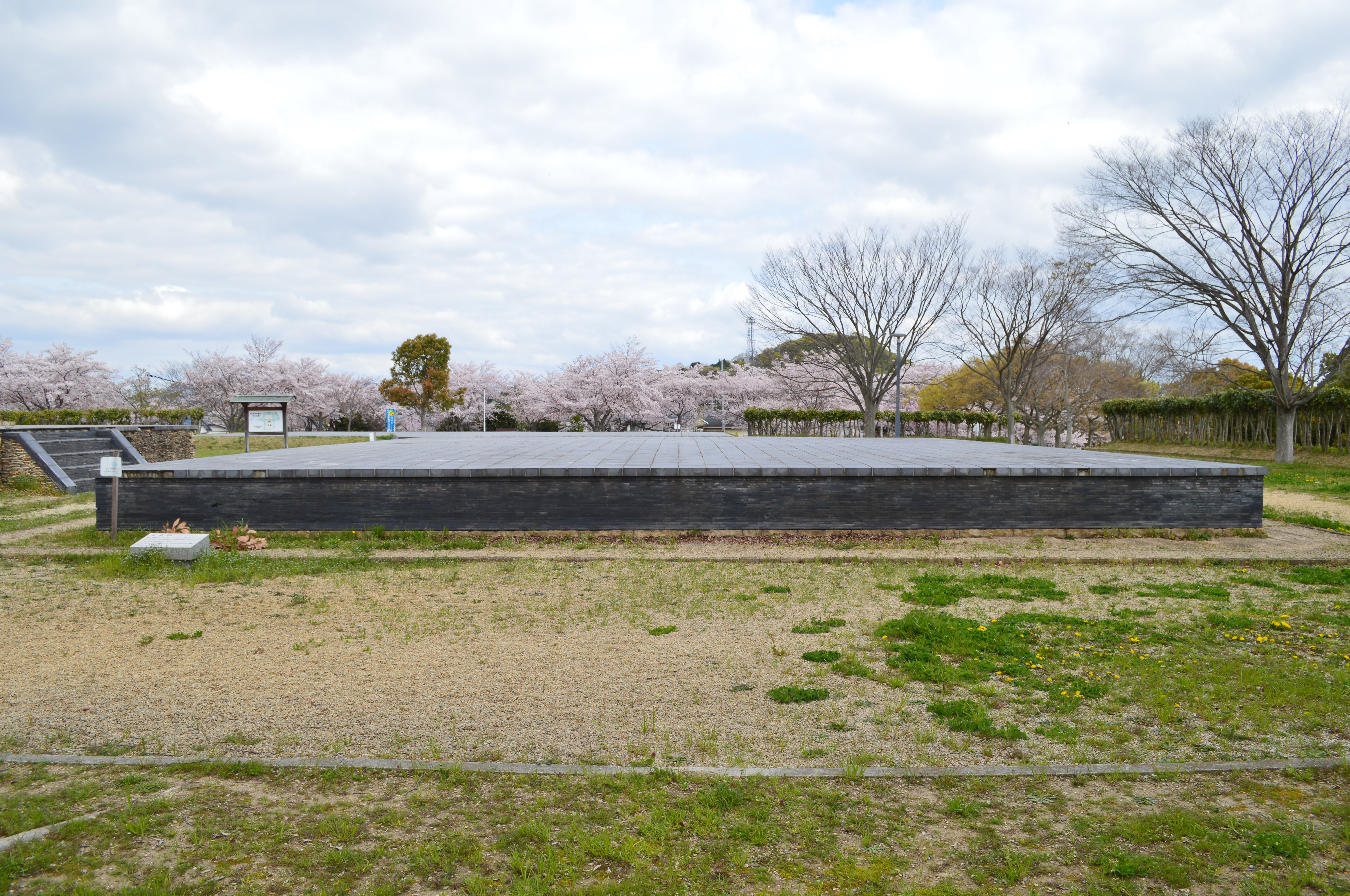
金堂基壇（復元）
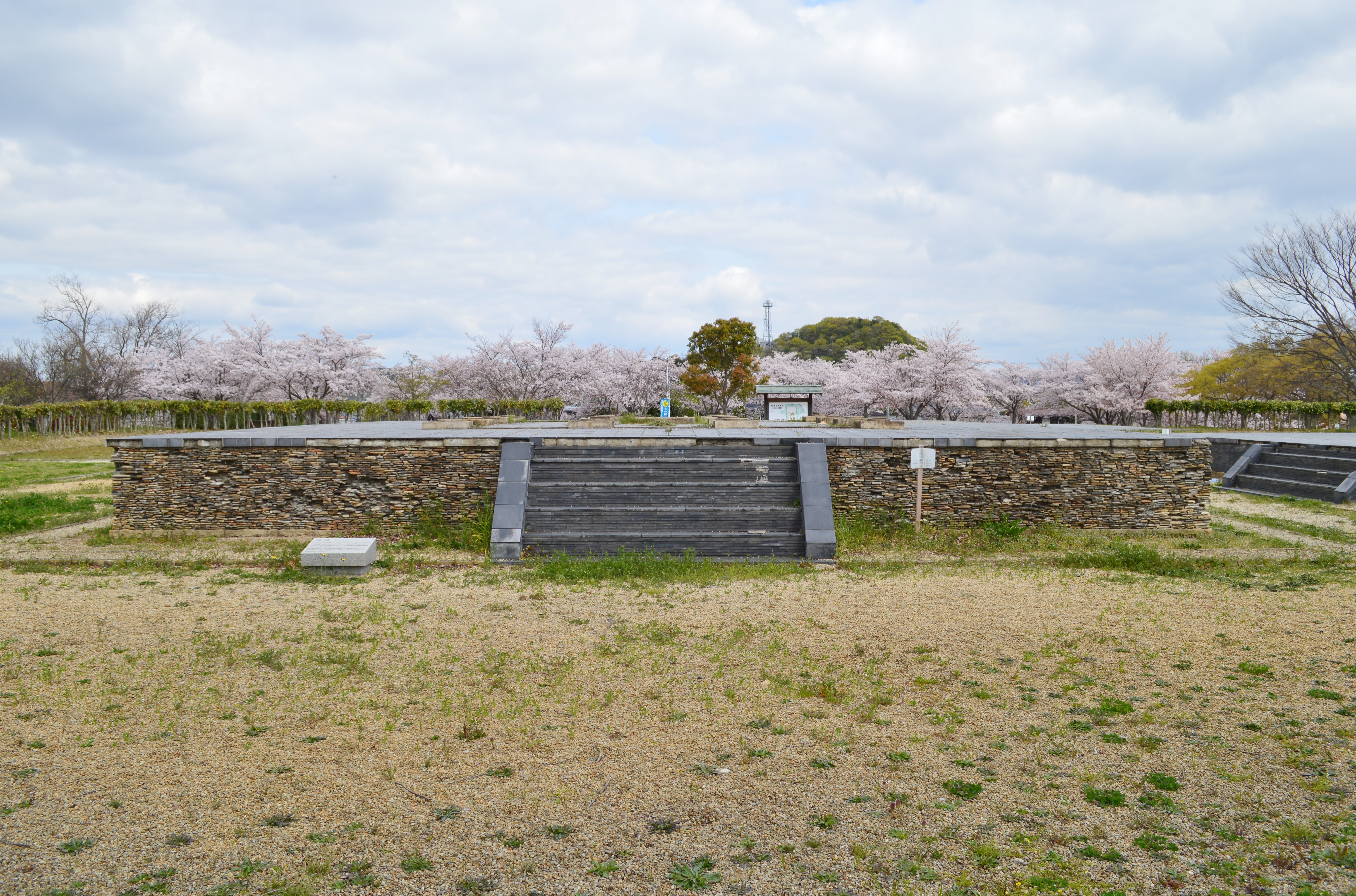
塔基壇（復元）
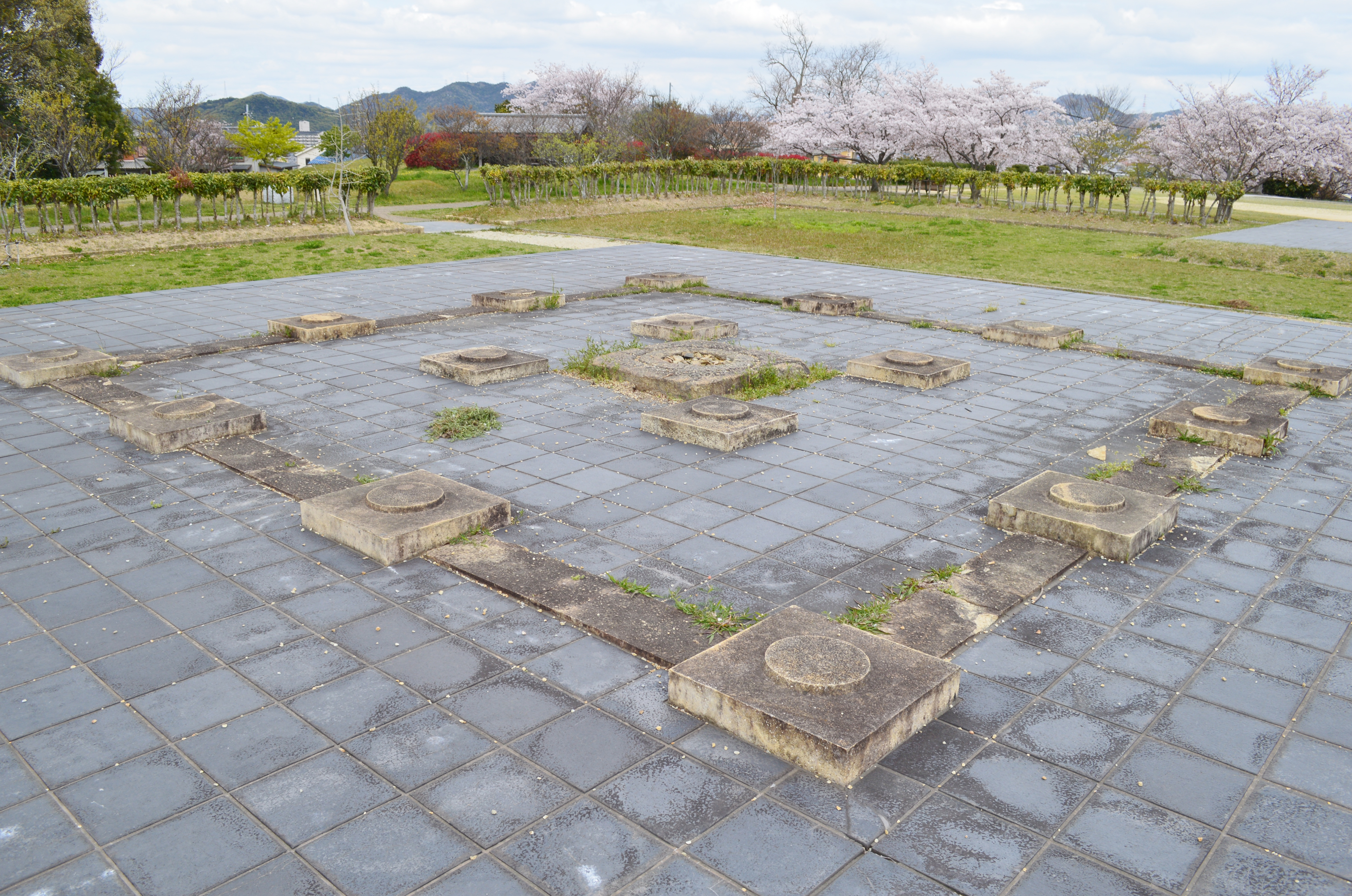
塔礎石
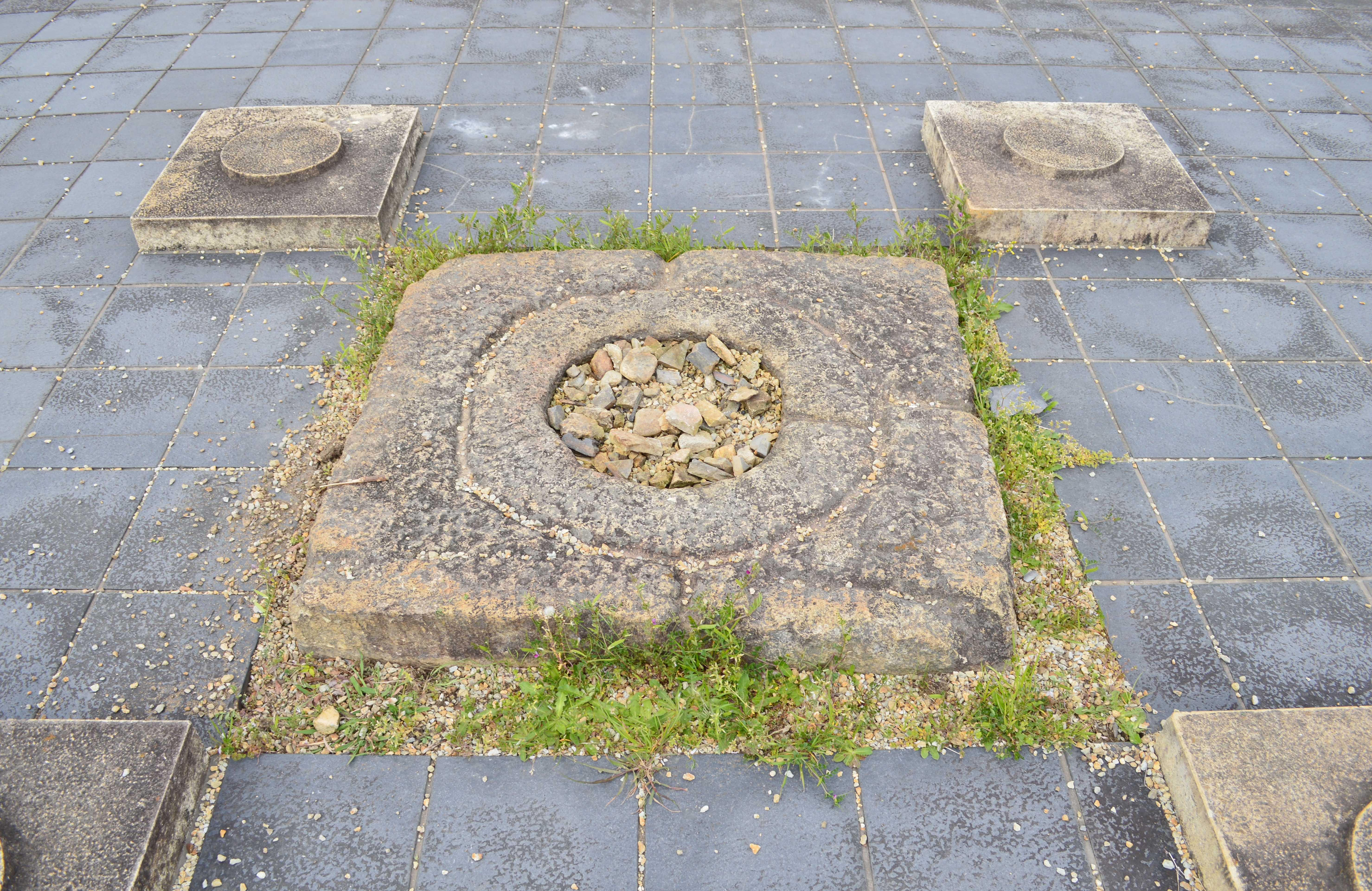
塔心礎
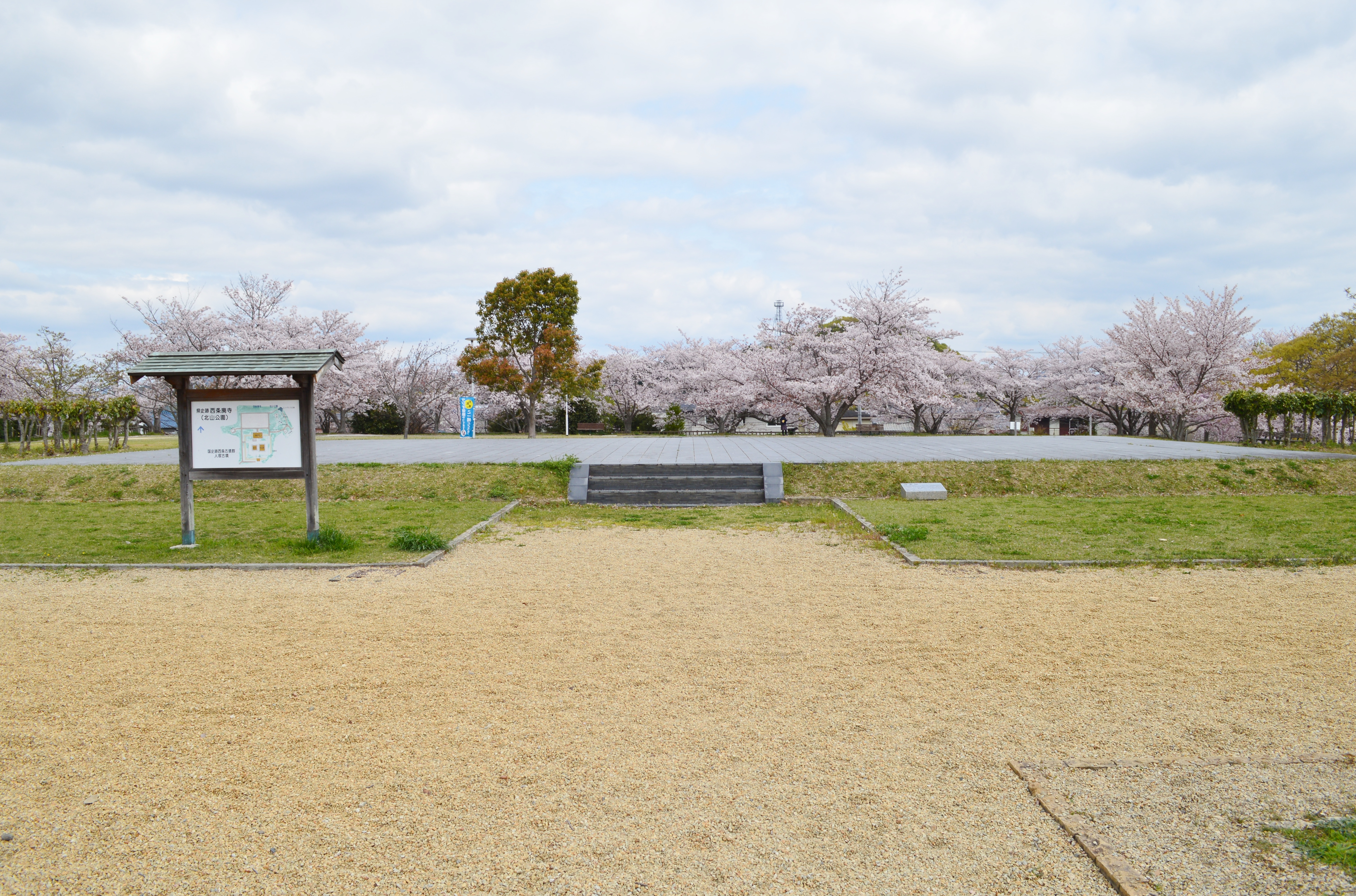
講堂基壇（復元）
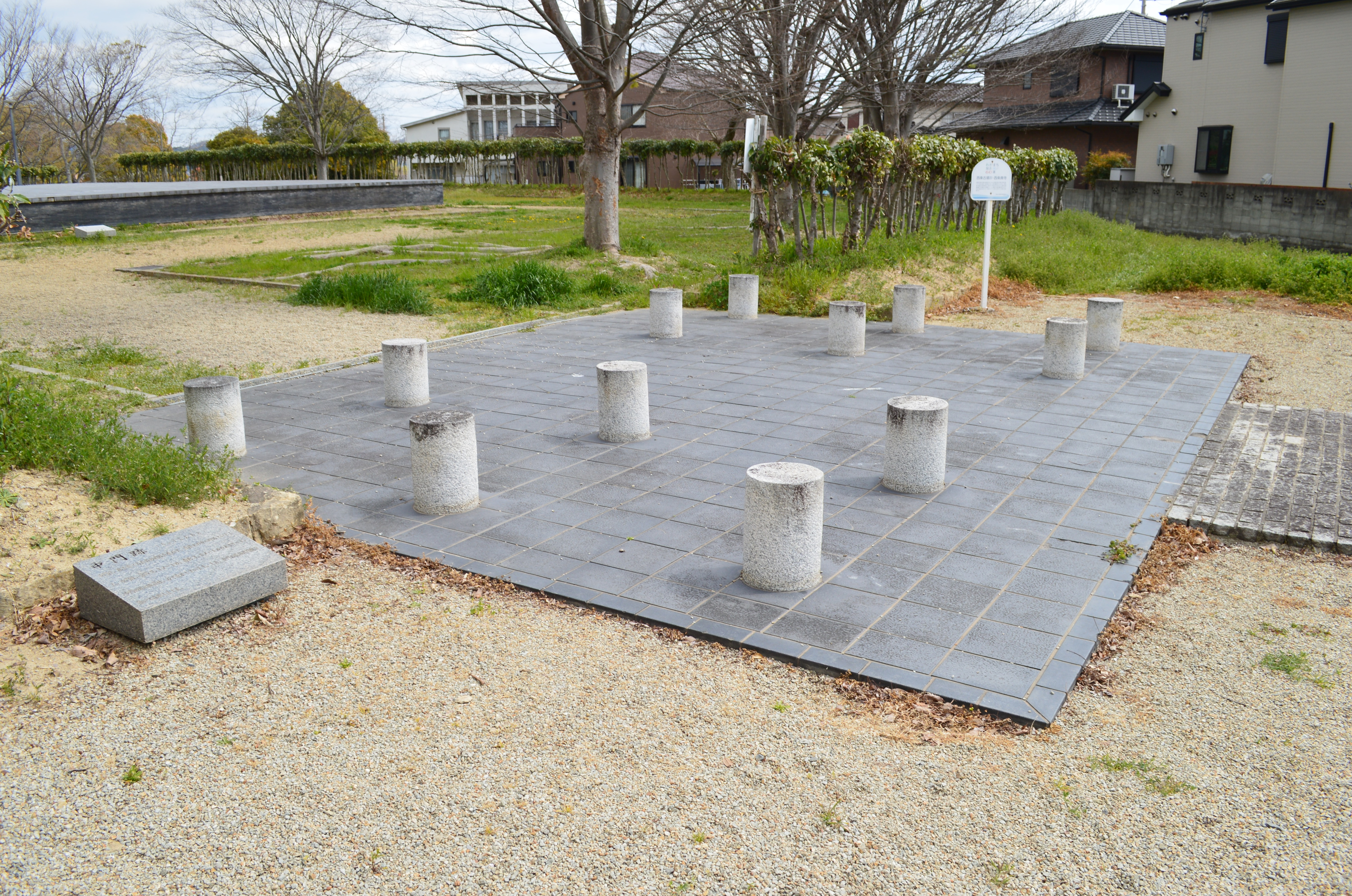
中門
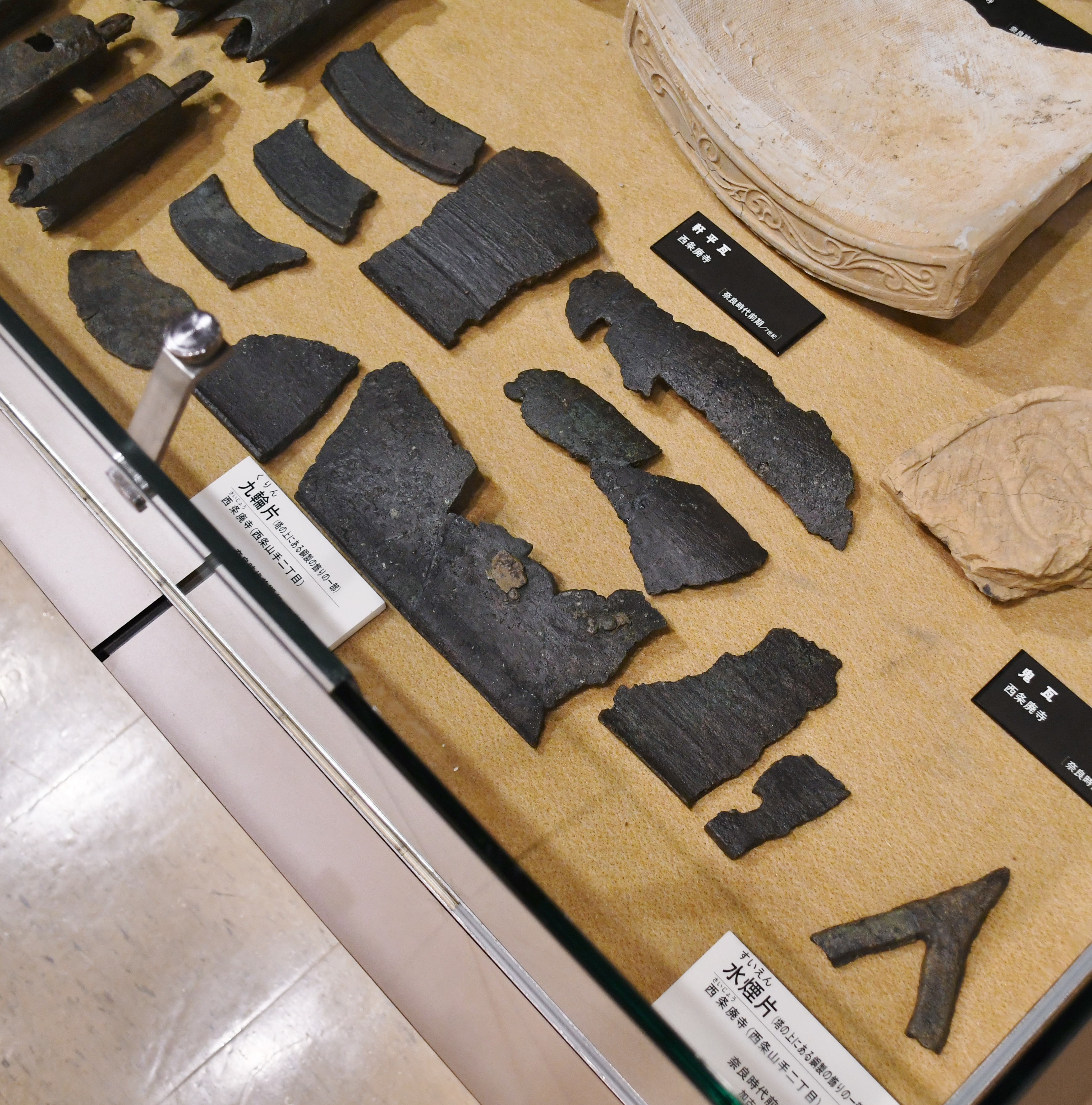
水煙片・九輪片 加古川市総合文化センター博物館展示。
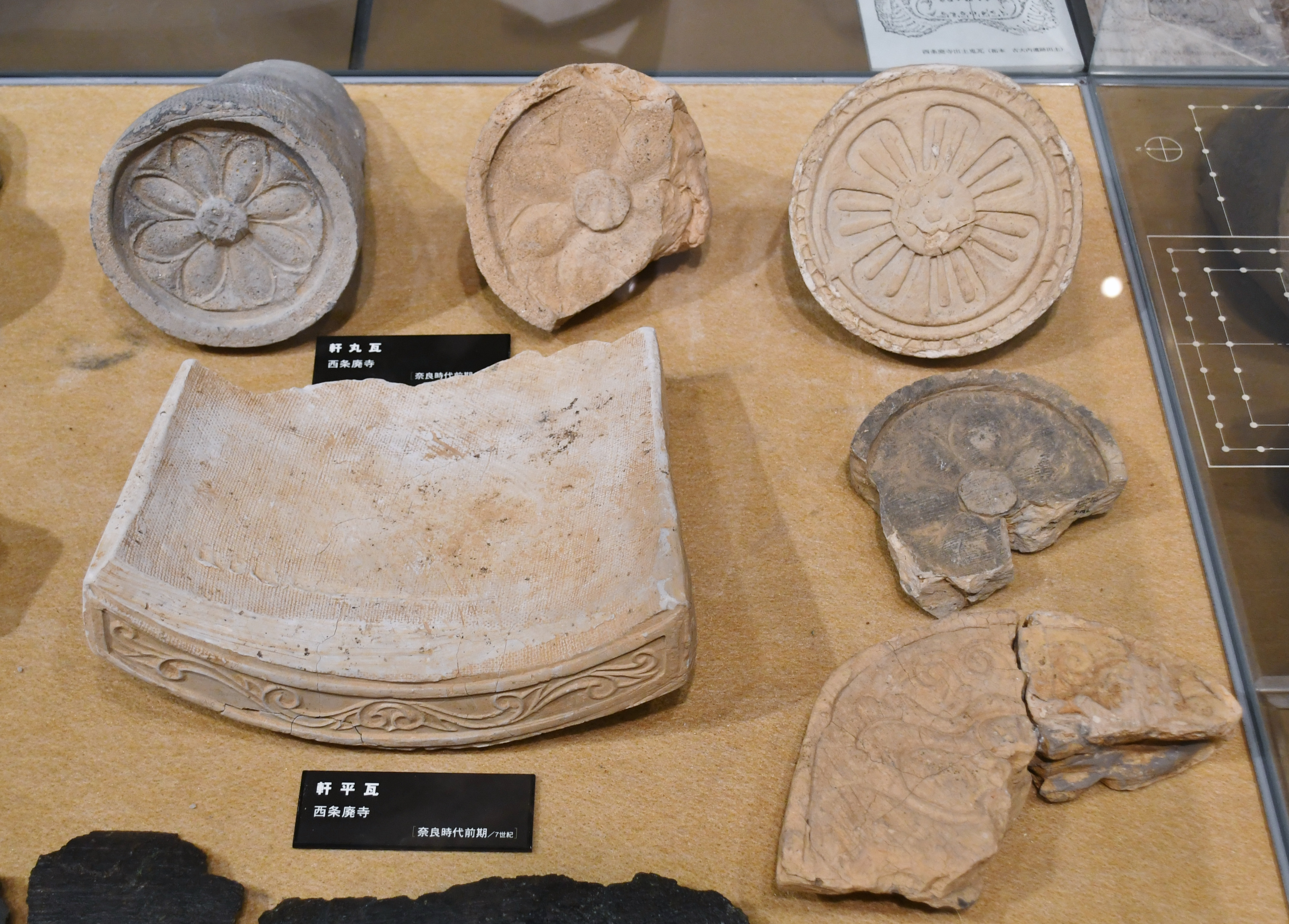
瓦 加古川市総合文化センター博物館展示。

## 文化財

### 兵庫県指定文化財
- 史跡
  - 西条廃寺跡 - 1969年（昭和44年）3月25日指定[3]。

## 関連施設
- 加古川市総合文化センター博物館（加古川市平岡町新在家） - 西条廃寺跡の出土品を保管・展示。